# Kalendarium historii Łotwy
Kalendarium historii Łotwy – uporządkowany chronologicznie, począwszy od czasów najdawniejszych aż do współczesności, wykaz dat i wydarzeń z historii Łotwy.

## Czasy najdawniejsze
- I tys. p.n.e. – na terenach dzisiejszej Łotwy pojawiły się plemiona fińskie[1]

## Średniowiecze
- VI–VII w. – na tereny obecnej Łotwy dotarli wikingowie[2]
- X w. – Ruś rozpoczęła kontrolę nad ziemiami należącymi dzisiaj do Łotwy[2]
- XII w. – na tereny dzisiejszej Łotwy przybyli niemieccy handlarze[1]
- 1201 – powstało miasto Ryga[1]
- 1202 – na terenie dzisiejszej Łotwy powstał Zakon Kawalerów Mieczowych[1]
- początek XIII w. – powstało państwo Liwonia na terytorium obecnych Estonii i Łotwy[1]
- 1282 – w poczet miast hanzeatyckich przyjęto Rygę[1]
- poł. XVI w. – Rosja rozpoczęła walki o bałtyckie wybrzeże[1]

## Nowożytność i I wojna światowa
- 1558–1583 – wojna o Inflanty. Ziemie łotewskie dostały się pod panowanie polsko-litewskie. Inflanty zaczęły pełnić rolę kondominium polsko-litewskiego[3]
- 1561 – rozwiązano inflancką gałąź zakonu krzyżackiego. Liwonia dostała się pod panowanie Zygmunta Augusta, który zapewnił mieszkańcom liczne przywileje i wolność religijną[1]
- 1600–1629 – wojny polsko-szwedzkie. Północna część Łotwy wraz z Rygą dostała się pod władzę Szwecji. W tym czasie trwał intensywny rozwój gospodarczy Kurlandii[1]
- 1621 – Gustaw II Adolf zajął Rygę[1]
- 1660 – na mocy pokoju w Oliwie doszło do podziału Łotwy pomiędzy Polskę a Szwecję[2]
- 1700–1721 – wojna północna. Północna część Inflant została włączona do Rosji jako kolejna gubernia[3]
- 1710 – wojska rosyjskie wkroczyły do Rygi[1]
- 1772 – Inflanty polskie zostały zagarnięte przez Katarzynę II w I rozbiorze Polski[3]
- 1795 – w wyniku III rozbioru Polski Księstwo Kurlandii i Semigalii stało się częścią Rosji[1]
- II poł. XIX w. – początek ruchów narodowych na Łotwie[1]
- 1905 – rewolucja 1905 r.: na Łotwie wybucha fala strajków w miastach, natomiast na wsi - powstanie przeciwko caratowi i niemieckiej szlachcie[1]
- 1917 – bolszewicy objęli kontrolę nad Łotwą[2]
- luty 1918 – Niemcy wyparli bolszewików z Łotwy[2]
- 18 listopada 1918 – proklamacja niepodległości Łotwy[4]

## Niepodległa Łotwa
- 1918 – premierem Łotwy został Kārlis Ulmanis[2]
- 1918–1919 – rządy komunistów (premier: Pēteris Stučka), proklamowano Sowiecką Republikę Łotwy[2]
- 1919 – Ulmanis ponownie objął urząd premiera[2]
- styczeń 1920 – wojna z bolszewikami, w której Polska udzieliła Łotwie pomocy[1]
- 26 stycznia 1921 – arena międzynarodowa uznała niepodległość Łotwy[1]
- październik 1921 – Łotwa została członkiem Ligi Narodów[1]
- 1922 – proklamowano republikę[3]
- 1922 – uchwalono konstytucję[1]
- 1934 – Kārlis Ulmanis dokonał przewrotu, obejmując dyktatorską władzę na Łotwie  – zdelegalizowano partię polityczne i związki zawodowe[3][2]
- 5 października 1939 – zawarto układ o pomocy pomiędzy Łotwą a Związkiem Radzieckim[4]
- 17 czerwca 1940 – oddziały ZSRR wkroczyły do kraju[1]
- 5 sierpnia 1940 – Łotwa została włączona do ZSRR[4]

## Okres okupacji
- 13–14 czerwca 1941 – przeprowadzono masową deportację mieszkańców Łotwy na Syberię[1]
- czerwiec 1941–1944 – okupacja niemiecka, podczas której wielu Łotyszów współpracowało z Niemcami[3]
- marzec 1949 – przeprowadzono przymusową kolektywizację[1]
- 1986 – Łotysze zorganizowali manifestację przeciwko braku działań w celu ochrony środowiska; manifestacja ta była pierwszym krokiem ku uzyskaniu niepodległości[5]
- 1987 – przeprowadzono serię demonstracji na Łotwie[5]
- 1988 – powstał Front Ludowy Łotwy[3]
- styczeń 1990 – Komunistyczna Partia Łotwy zerwała kontakty z Moskwą[2]
- 4 maja 1990 – Łotwa zadeklarowała działania w celu odzyskania niepodległości[5]
- maj 1990 – przeciwnicy niepodległości Łotwy (tzw. „interfroni”) zorganizowali nieudane zajęcie budynku Rady Najwyższej w Rydze[5]
- grudzień 1990 – na Łotwie wybuchło 12 bomb o niewielkim ładunku umieszczonych wokół sowieckich urządzeń wojskowych i budynków komunistów[5]
- styczeń 1991 – desant sowiecki zajął kluczowe obiekty w Rydze – w tym samym miesiącu Rosjanie wycofali się z Łotwy w wyniku protestów areny międzynarodowej[2]
- 3 marca 1991 – 74% Łotyszy opowiedziało się za niepodległością[5]
- 21 sierpnia 1991 – Łotwa odzyskała niepodległość[3]

## Niepodległa Łotwa
- 6 września 1991 – ZSRR uznał niepodległość Łotwy[5]
- 17 września 1991 – Łotwa została członkiem ONZ[5]
- 1991 – Łotwa uchwaliła rezolucję głoszącą, że obywatelstwo i prawo wyborcze mogą otrzymać tylko osoby mieszkające na Łotwie przed jej aneksją przez ZSRR oraz jej potomkowie (późniejsi przybysze muszą mieszkać na Łotwie przez minimum 16 lat oraz muszą wykazać się znajomością języka i kultury łotewskiej[2]
- marzec 1992 – Rosja zgodziła się na wycofanie swoich wojsk z Łotwy[2]
- 1993 – reaktywowano konstytucję z 1922[1]
- 1993 – prezydentem został Guntis Ulmanis[2]
- 1994 – większość wojsk rosyjskich opuściło Łotwę[2]
- 1998 – zliberalizowano ustawę o ludności niełotewskojęzycznej[3]
- 1999 – prezydentem została Vaira Vīķe-Freiberga[2]
- 1999 – zlikwidowano rosyjską obsługę stacji radarowej w Skrundzie[2]
- czerwiec 1999 – premierem został Andris Šķēle[2]
- maj 2000 – premierem został Andris Bērziņš[2]
- 2002 – premierem został Einars Repše[2]
- 2003 – Vaira Vīķe-Freiberga ponownie objęła urząd prezydenta[2]
- marzec 2004 – Łotwa wstąpiła do NATO[2]
- 1 maja 2004 – Łotwa wstąpiła do Unii Europejskiej
- 2004 – premierem został Indulis Emsis[2]
- 1 stycznia 2014 – Łotwa wstąpiła do strefy euro[1]